# Fox Networks Group
Fox Networks Group – spółka medialna należąca do koncernu The Walt Disney Company. Jest producentem międzynarodowych kanałów tematycznych. 
W polskiej wersji językowej dostępne są: Fox, Fox Life, Fox Comedy, National Geographic Channel i Baby TV.
W Europie Środkowej Fox Networks Group posiada sześć kanałów telewizyjnych: Fox, Fox Comedy, National Geographic, Nat Geo People i Nat Geo Wild.